# Jungle Mission
Jungle Mission (voorheen Jungle Adventure en Voodoo River) is een rondvaart (tow boat ride) in het Belgische pret- en dierenpark Bellewaerde en ligt in het themagebied Jungle.

## Geschiedenis

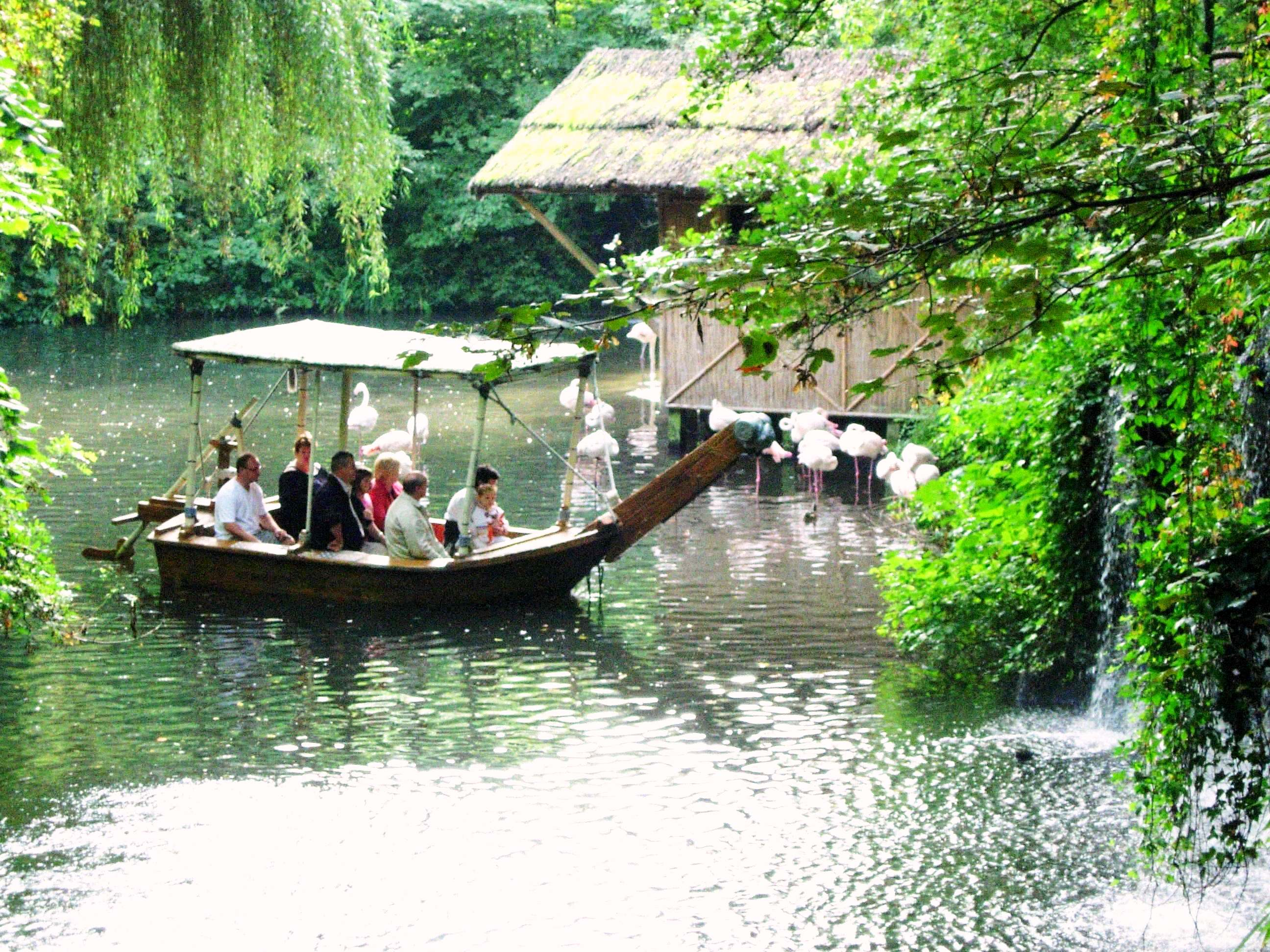
Toen de attractie nog Voodoo River heette

In 1978 werd de attractie geopend onder de naam Jungle Adventure De bezoekers maakten er een boottocht door de haast ondoordringbare jungle. Het was de tweede attractie van het park na de in 1972 geopende Bengal Express (stond toen nog elders in het park).
Vanaf 1982 konden bezoekers in thema en uitvoering het Suske en Wiske-album Het zoemende ei ontdekken. Voorafgaand aan het seizoen 1997 werd de attractie omgebouwd en kreeg een nieuwe naam, Voodoo River.
In 2011 heropende de Voodoo River onder weer een nieuwe naam, Jungle Mission. De attractie werd daartoe grondig vernieuwd. Om de attractie te herlanceren werd een mediacampagne opgezet, in samenwerking met regionale televisiezenders in Vlaanderen, waarbij uit elke provincie één bekende Vlaming en twee kinderen een bepaald onderdeel van de attractie hielpen ontwikkelen.

## Verhaal
De oorspronkelijke bewoners leven samen met hun dieren, diep in de jungle. Samen met de watergeesten die de bewoners hebben opgeroepen, beschermen ze zich tegen indringers van de jungle. Door middel van waterspuiters, vuurspuwende slangen, fonteinen en onverwachte waterexplosies worden de mysteries van de rivier op ontdekkingsreizigers (bezoekers) losgelaten.

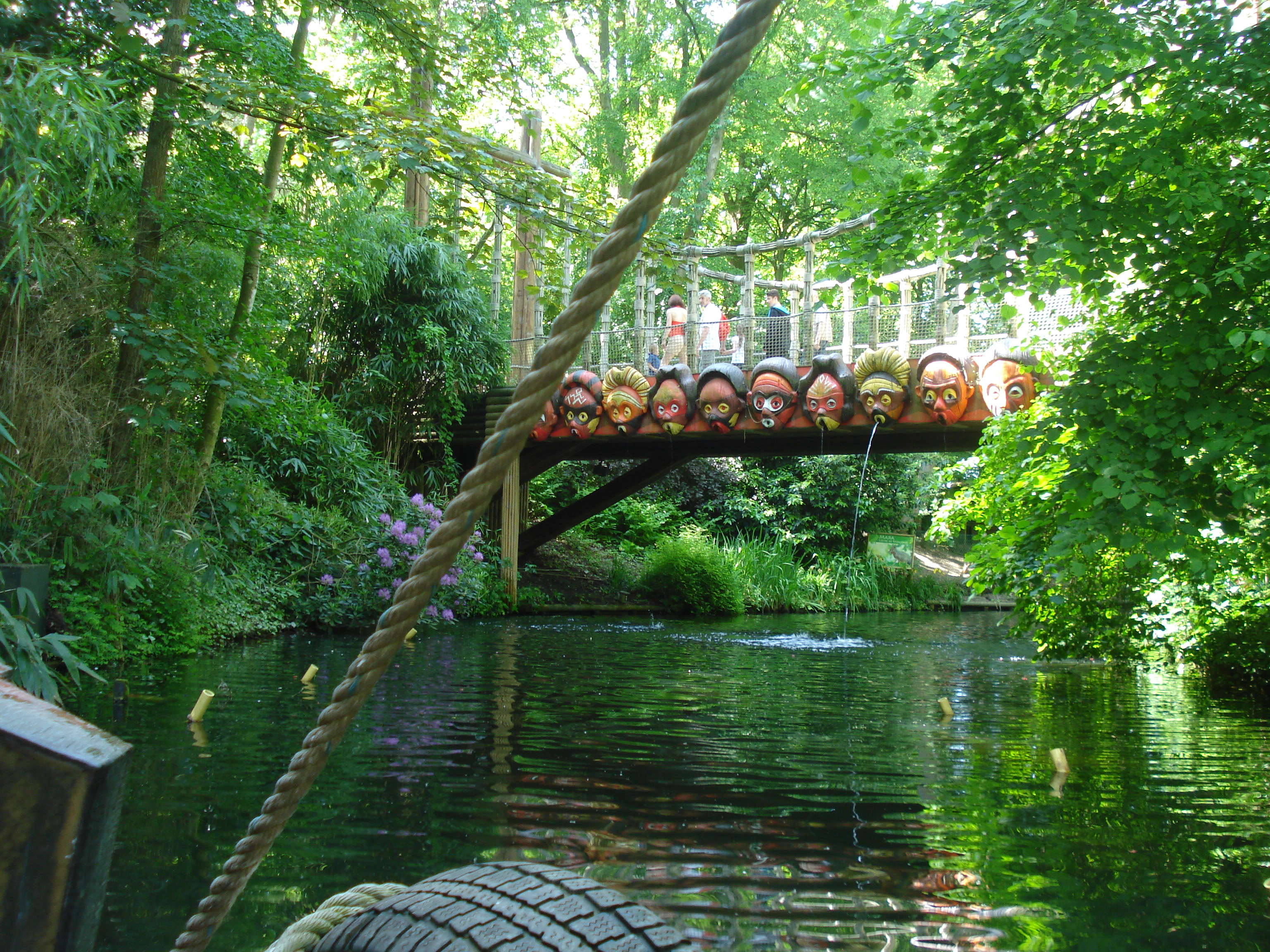
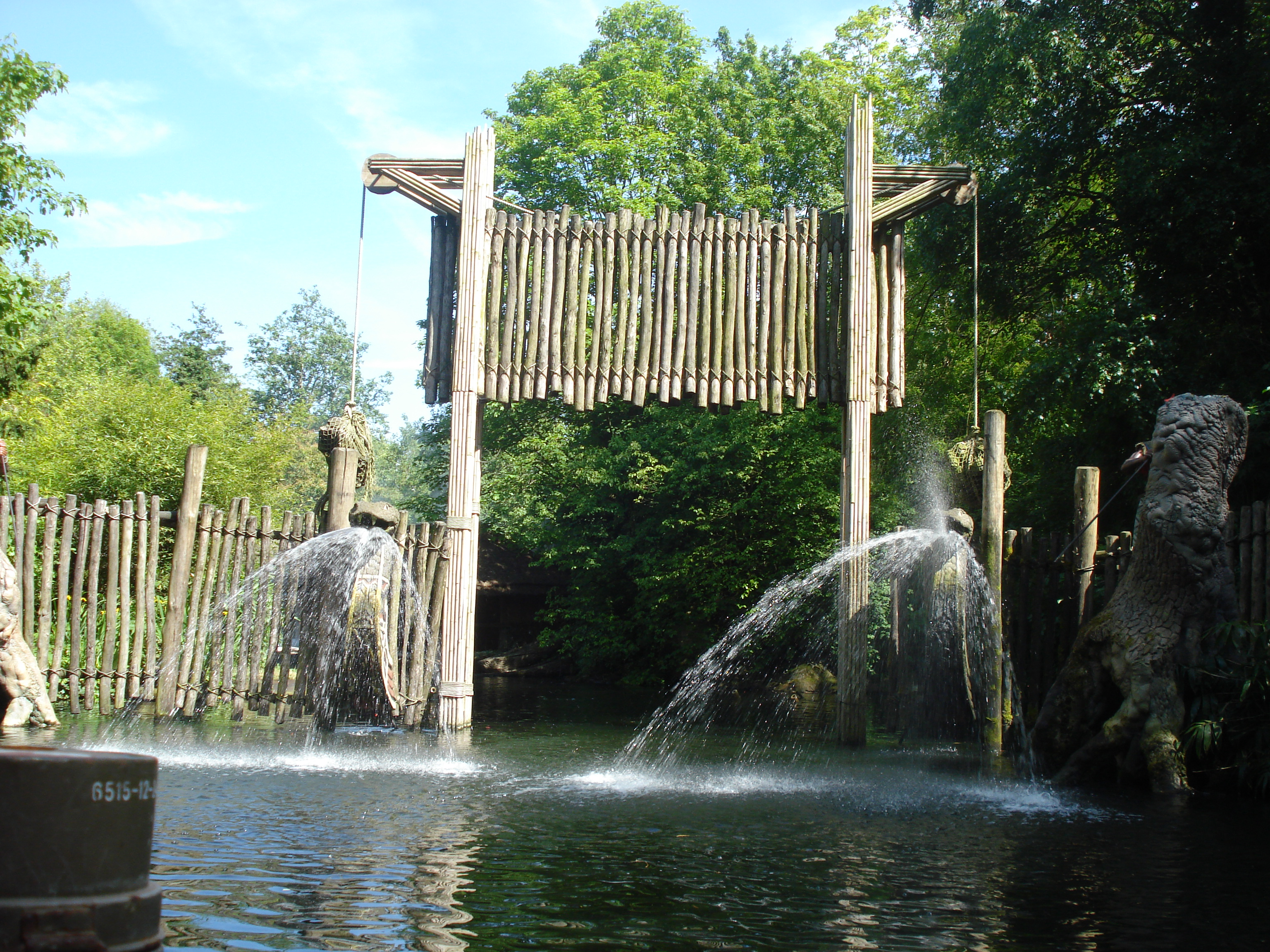
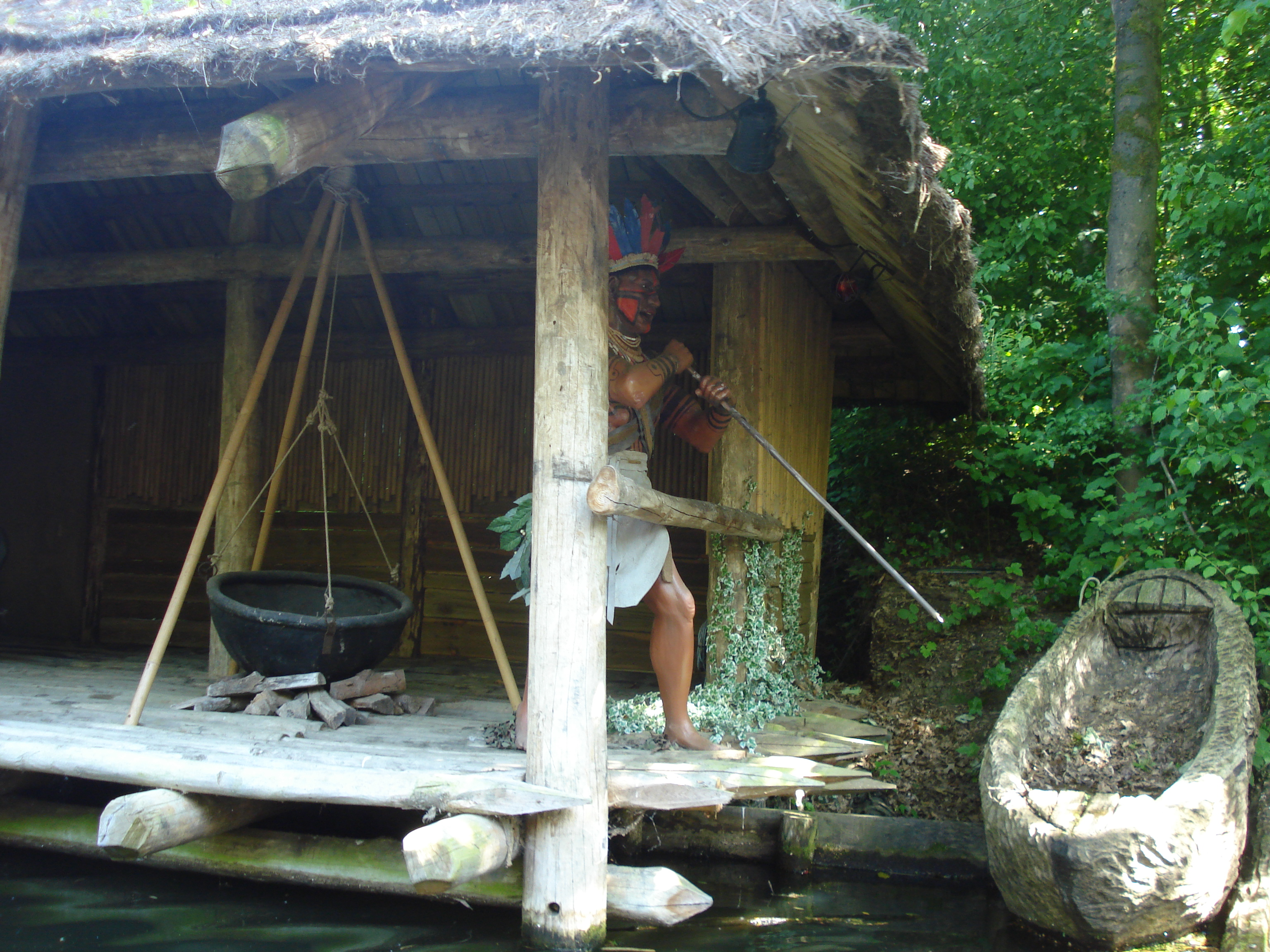
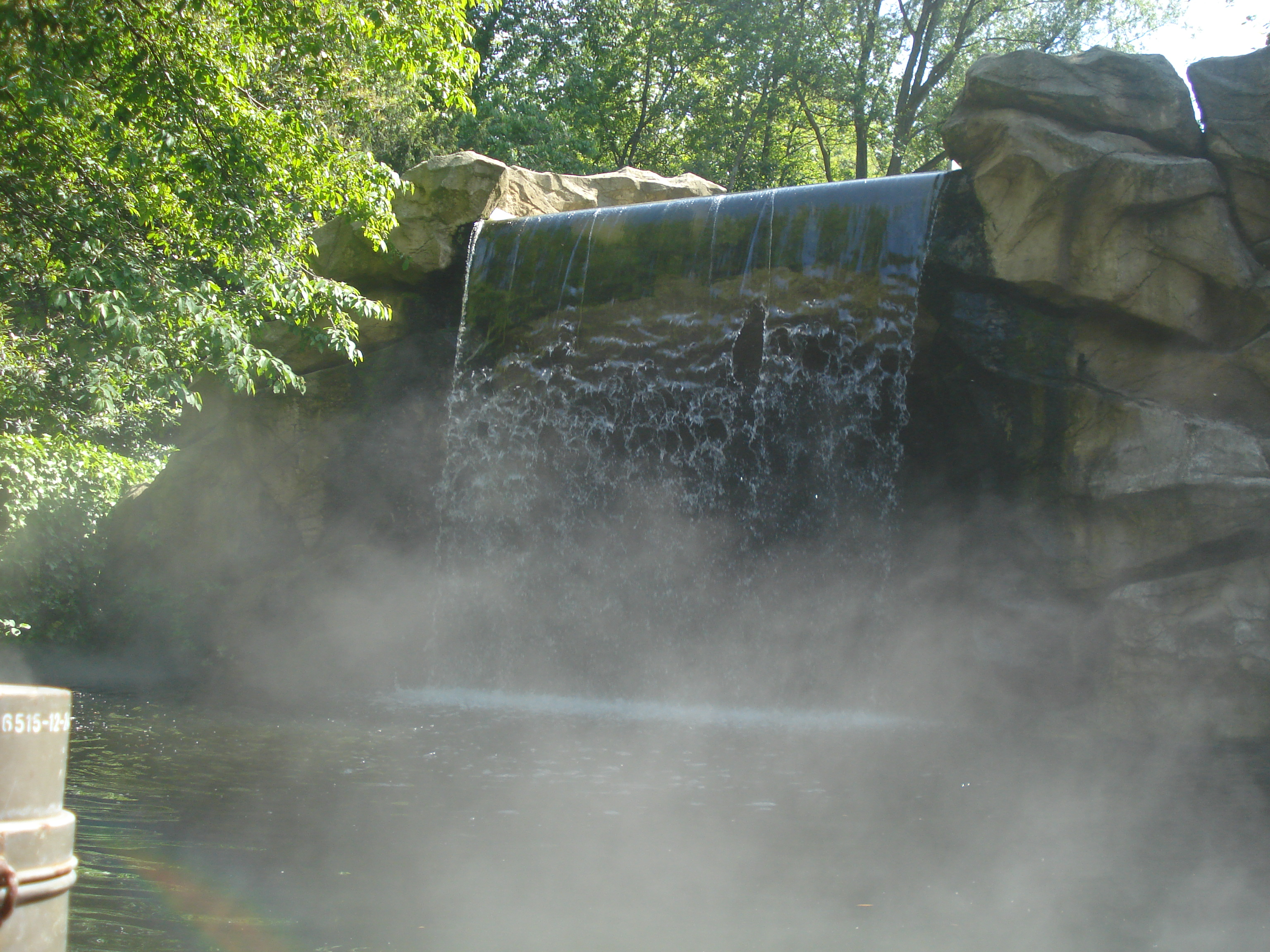
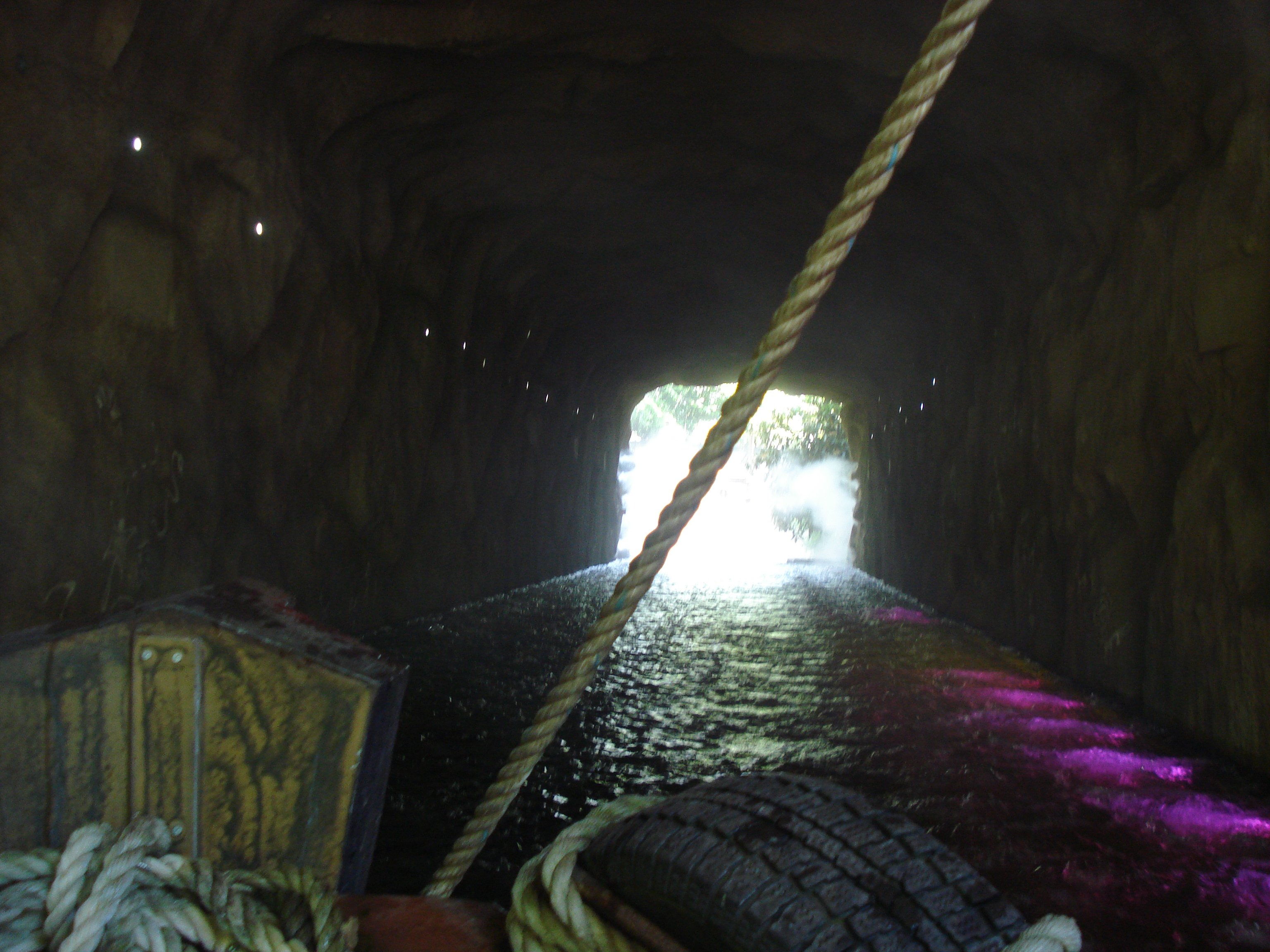

## Werking

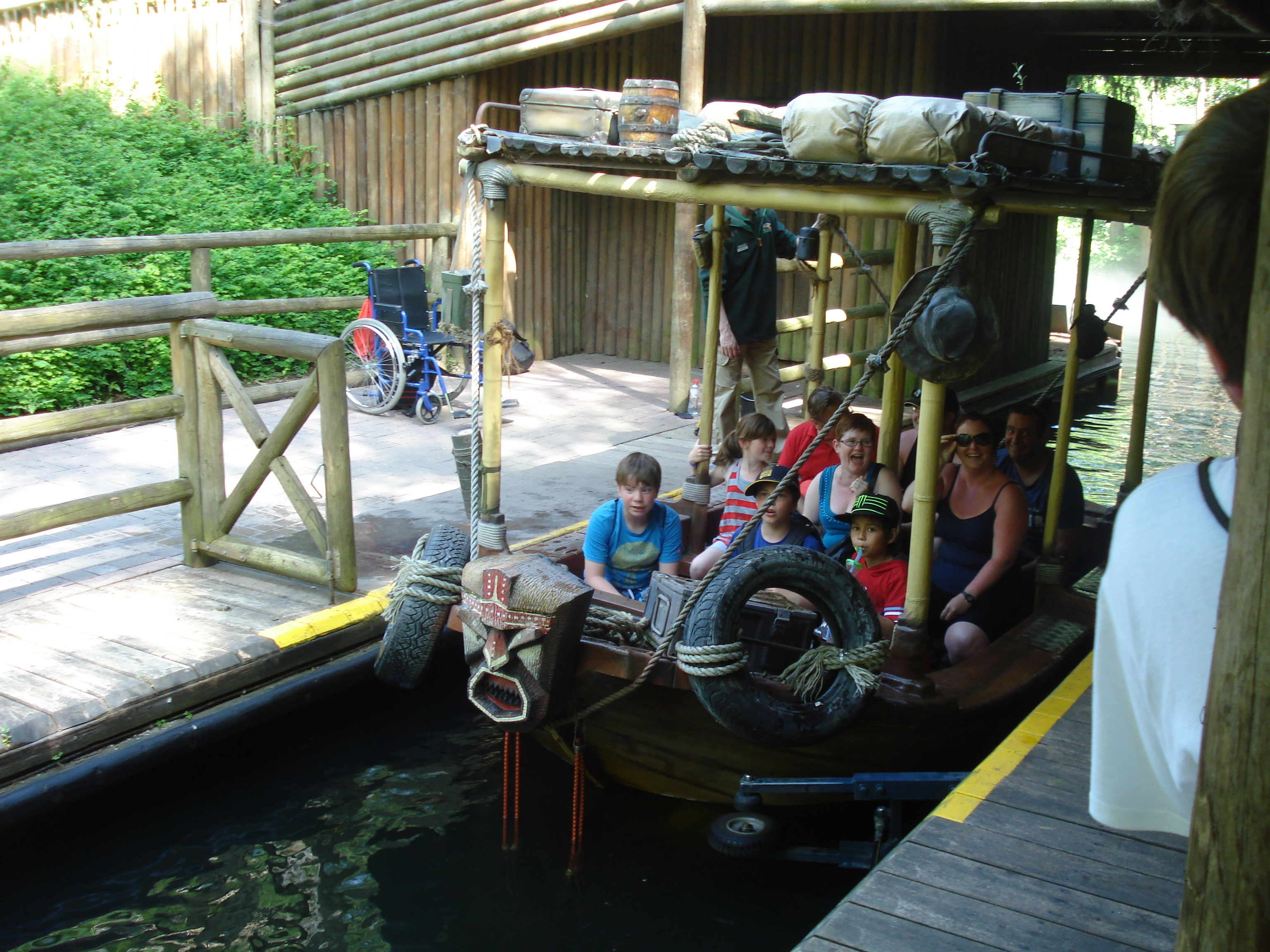
Een bootje van de attractie

De bezoeker vaart via een klassieke tow boat ride doorheen een riviertje. De snelheid van de bootjes is ongeveer 3,25 km/u. De attractie heeft een capaciteit van 1500 bezoekers per uur.

## Dieren
Langs de rivier zijn volgende dieren te bezichtigen:

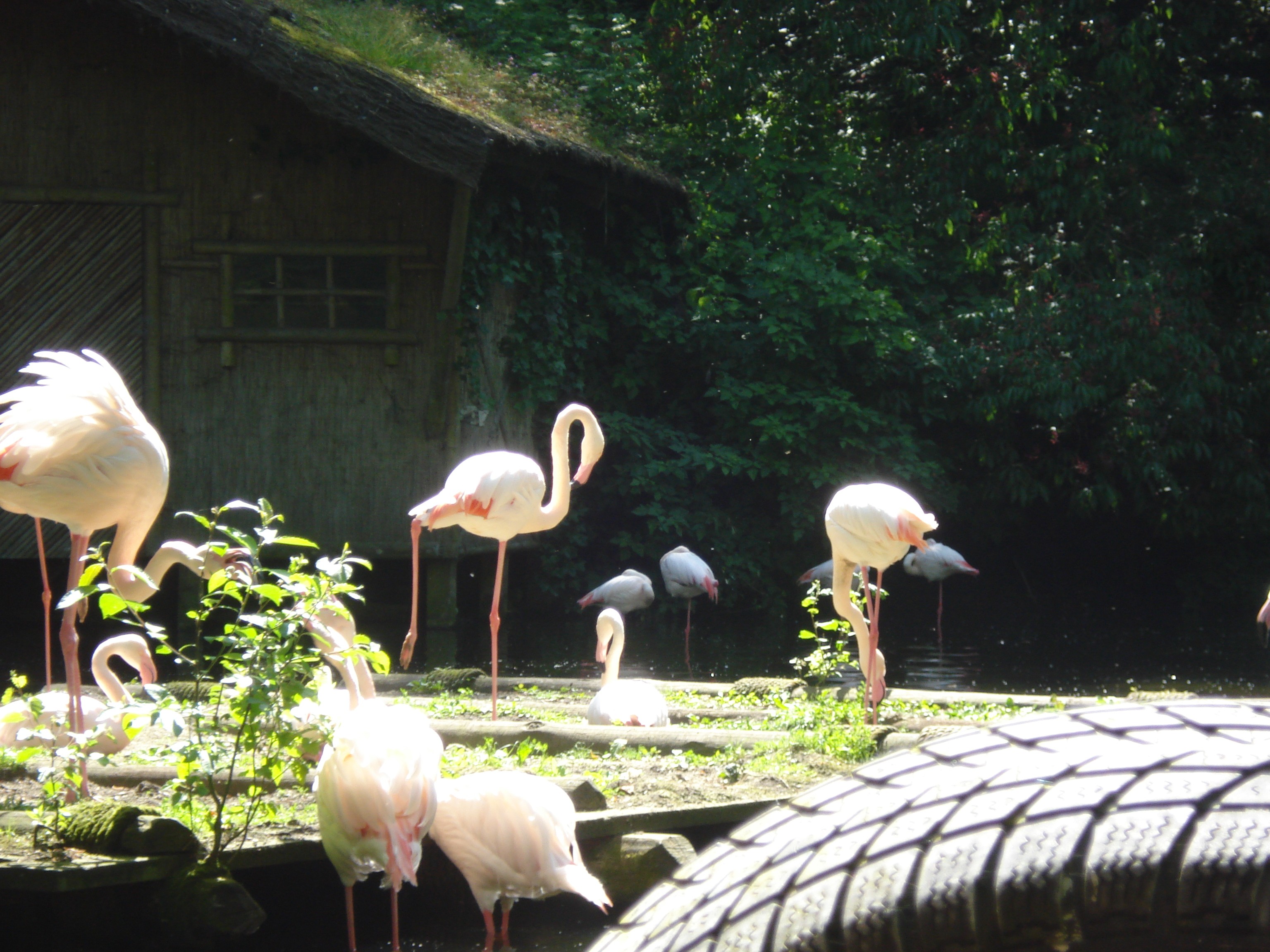
Europese flamingo
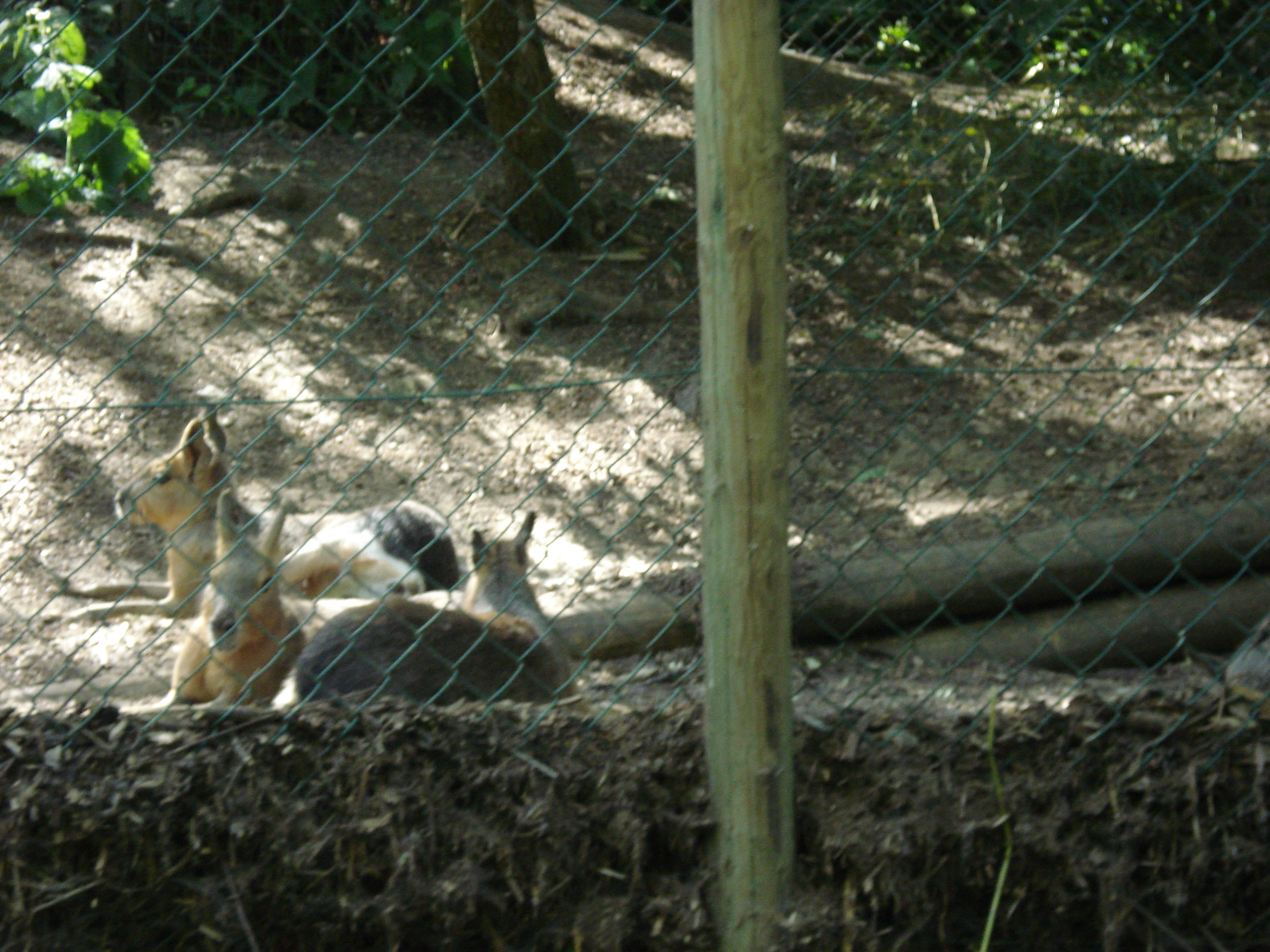
Mara
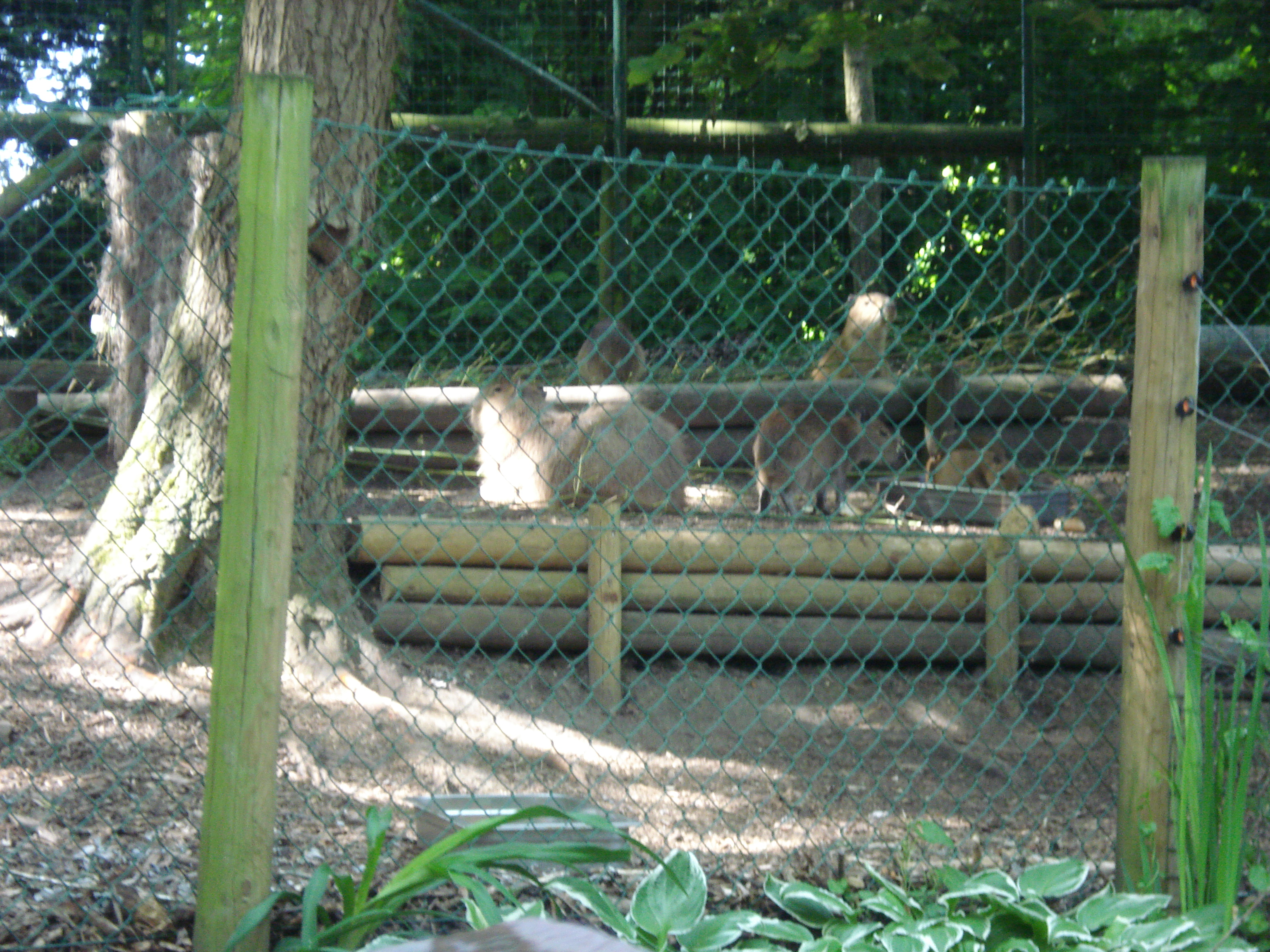
Capibara
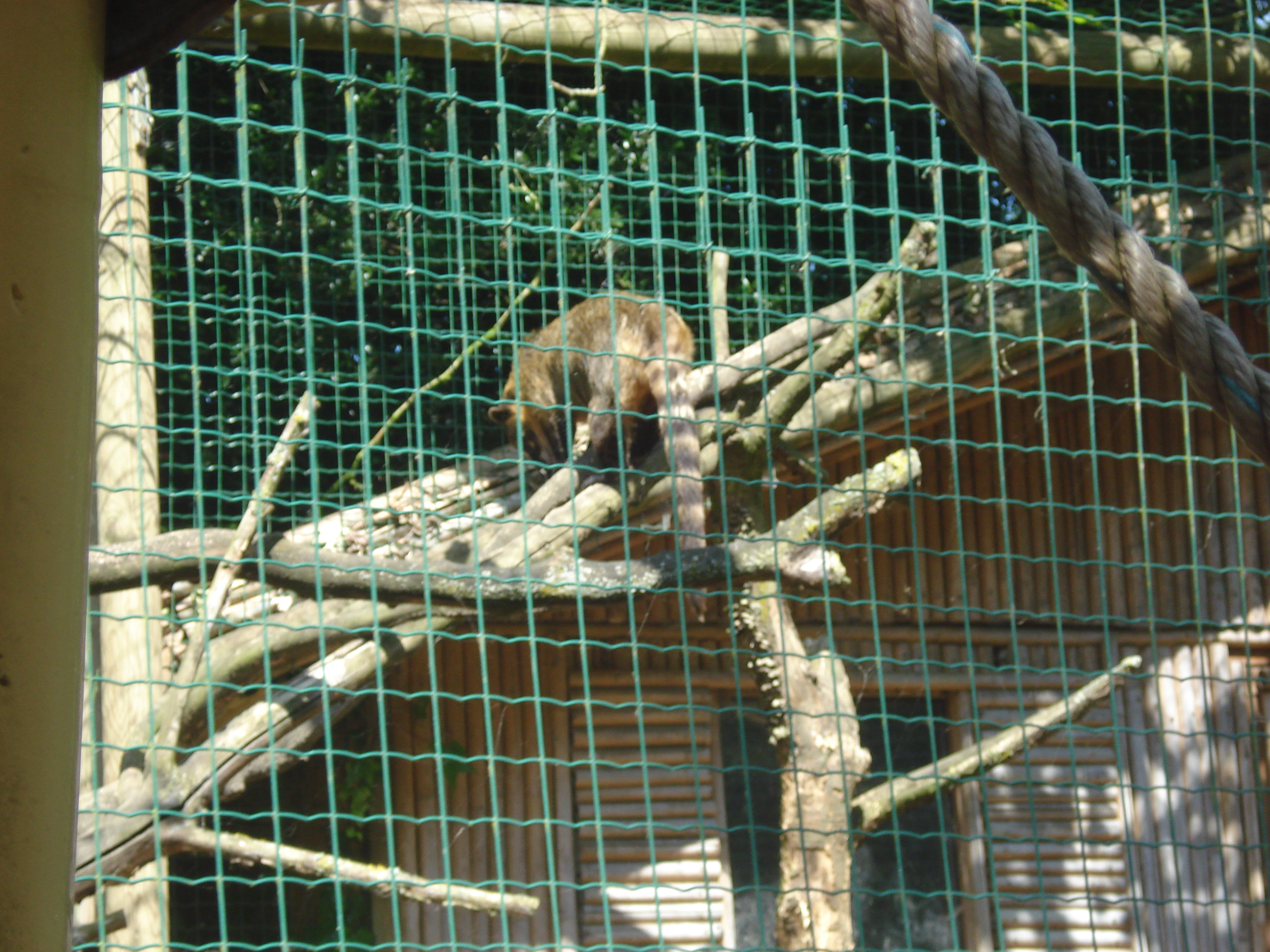
Rode neusbeer
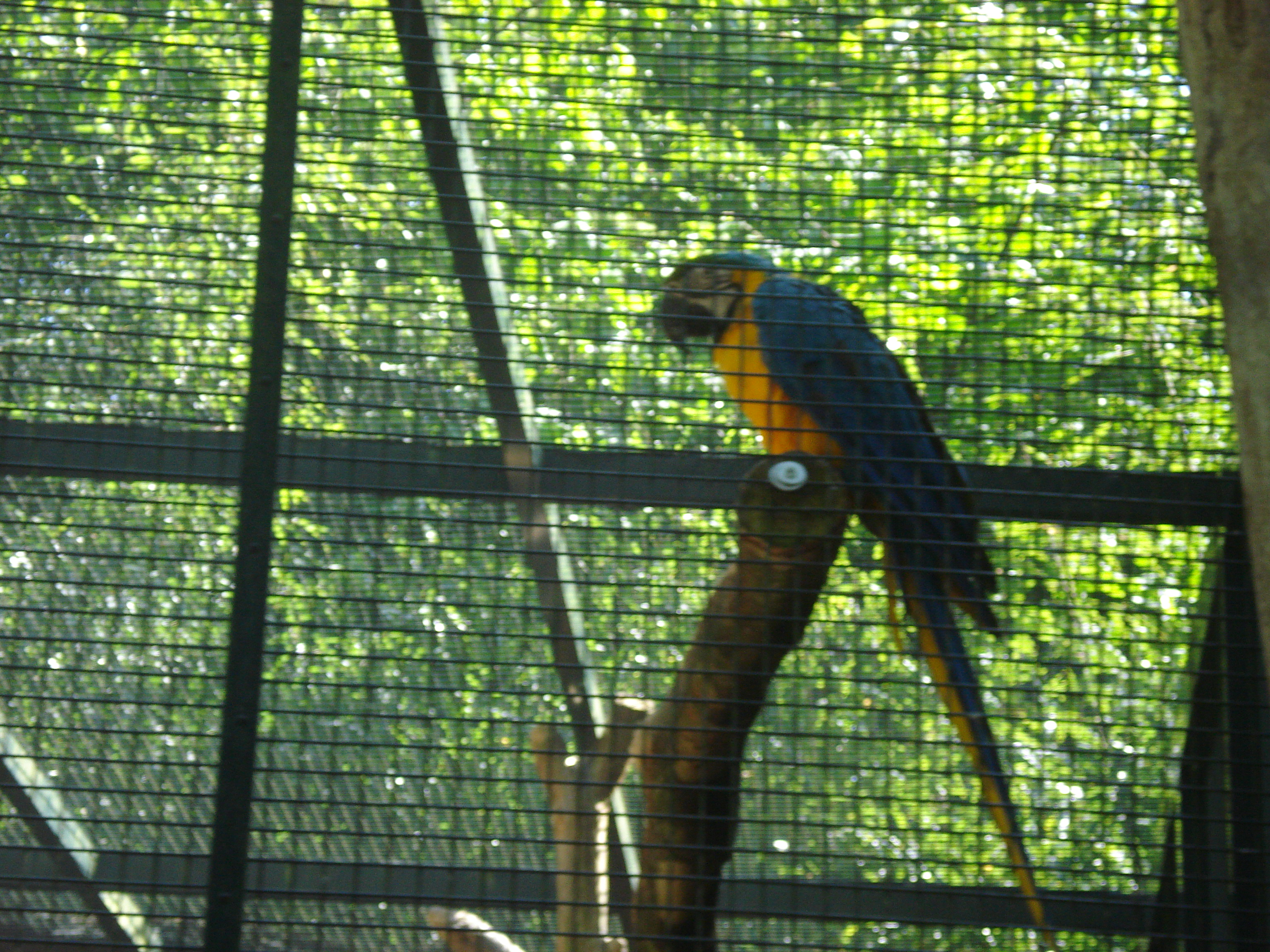
Blauwgele ara

Afbeeldingen